# 그레타 페르난데스
그레타 페르난데스(Greta Fernández, 1995년 2월 4일 ~ )는 스페인의 배우다. 배우 에두아르드 페르난데스의 딸이다.

## 출연 작품
- 어 씨프스 도터 (2019)